# Calixte de Nigremont
Pour les articles homonymes, voir Nigremont.
Calixte de Nigremont, né Hugues-Claude Ledaire de Nigremont en 1964 à Cholet (Maine-et-Loire), est un maître de cérémonie, animateur de télévision et chroniqueur radiophonique français.

## Prestations
Calixte de Nigremont suit une formation d'historien et de comédien, après une scolarité au lycée Saint-Gabriel de Saint-Laurent-sur-Sèvre ponctuée par l'obtention d'un baccalauréat littéraire.
Il fait 12 ans de scoutisme et encadre notamment une troupe théâtrale de pionniers scouts.
De 1992 à 1996, il est créateur et responsable du service jeunesse de la ville de Cholet. Il y crée le festival Été Cigale en 1992 et les cafés-philo.
Il est aussi le Monsieur Loyal du Festival mondial du cirque de demain à Paris et sur Arte comme présentateur du magazine-journal le «7 1/2»,.
En 1997, il débute dans le festival Chalon dans la rue auquel il participe sept années de suite. Depuis, il présente de grands événements, des festivals musicaux, d'arts de la rue, d'humour, de cirque, des spectacles équestres et d'importants rendez-vous internationaux.
En juin 1999, il présente le Festival des arts de la rue à Saint-Sébastien-sur-Loire.
Depuis 2010, on le connaît en tant qu'artiste associé du Festival les Accroche-Cœurs d'Angers pour lequel il conçoit des spectacles participatifs et en devient en 2015 le maître de cérémonie.
En 2012, il est l'initiateur d'une pétition pour réclamer le transfert à Angers des bijoux de la couronne d'Angleterre en compensation de l'assassinat du dernier des Plantagenêts.
Chaque année depuis 2014 il y présente également le championnat du monde de conversation.

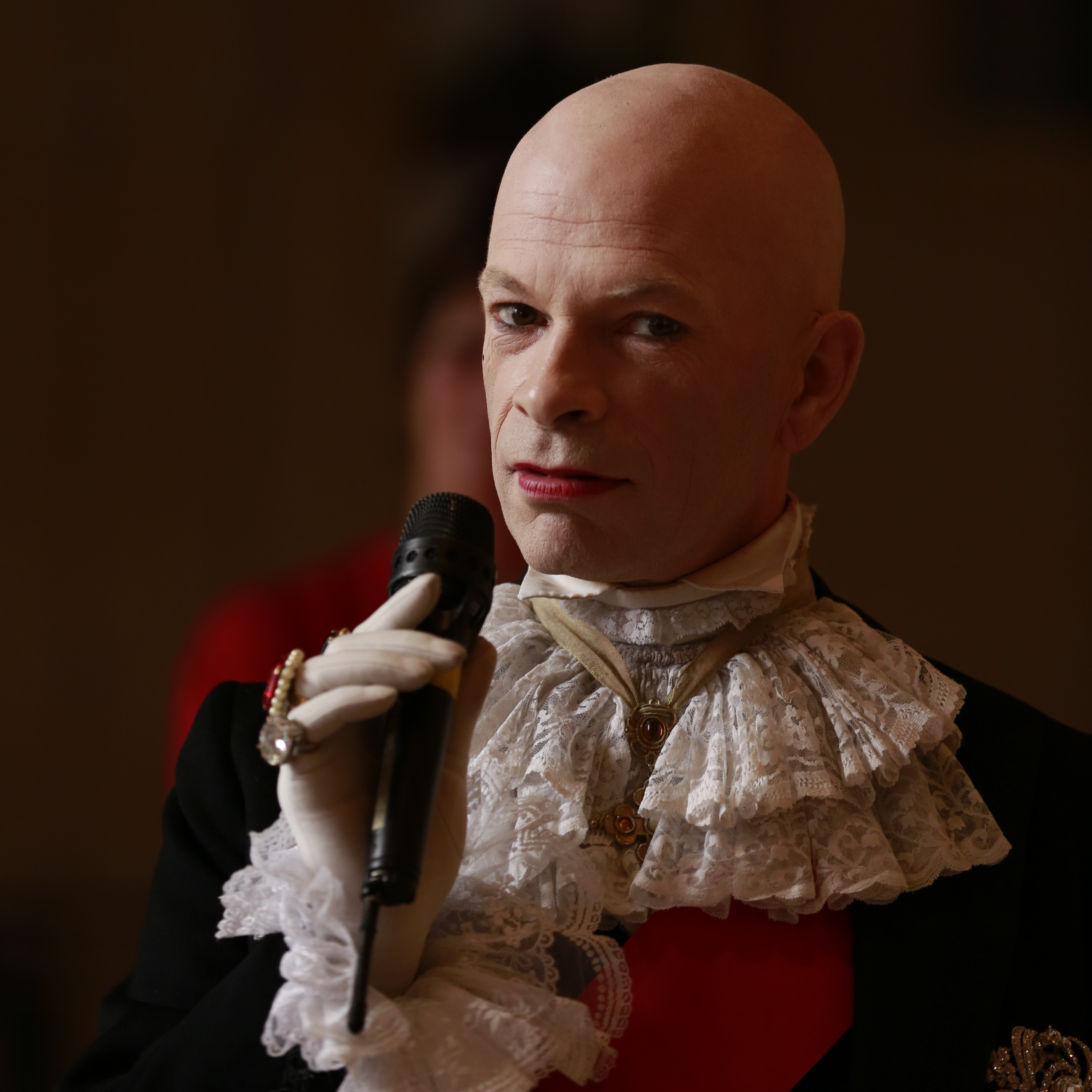
Calixte de Nigremont au Festival international de géographie en 2013 à Saint-Dié des Vosges.

Depuis octobre 2015, il publie chaque semaine dans Ouest-France un billet humoristique hebdomadaire en faveur de l'indépendance de l'Anjou.
Le 21 mai 2016, il revient vers sa ville natale, pour animer le défilé des commerçants.
En août 2017, il présente le festival du conte de Capbreton.
Durant de nombreuses années, il anime de sa verve le Festival international de géographie de Saint-Dié-des-Vosges.
Du 23 au 28 juillet 2019, il présente le spectacle La nuit des créations du festival Équestria à Tarbes.
Il habite, après l'avoir restauré, le château de Nigremont, sur les coteaux du Layon.

## Publications
- Hugues Ledaire, Petit futé Angers (City Guide), Angers, Les nouvelles éditions de l'Université, 1991.
- Calixte De Nigremont, Vive l'Anjou libre ! : ou recueil de billets indépendantistes (à peu près sérieux) visant à faire du Maine-et-Loire un État souverain !, La Crèche, Geste éditions, 2018, 247 p. (ISBN 979-10-353-0244-3, BNF 45615112)
- Calixte de Nigremont, Le Panthéon de l'Anjou, La Crèche, La Geste, 2021, 216 p. (ISBN 979-10-353-1134-6, BNF 46935163)

## Télévision
- 1997 : Le «7 1/2», magazine-journal sur Arte[4]
- 1998 : « Fous d’humour » sur France 2  (co-animation avec Benjamin Castaldi).
- 2004/2005 : « Aristo-show » sur Comédie ![18]
- Depuis 2005 : « Festival Mondial du Cirque de Demain » et divers prime-time de cirque sur ARTE[19].

## Radio
- 1999 : « 7/9 d’été[20]» sur France Inter (chroniqueur).
- 1999/2000 : « Rien à voir » sur France Inter (chroniqueur).
- 2000/2001 : « Le fou du roi[21]» sur France Inter (chroniqueur).

## Galerie photographique

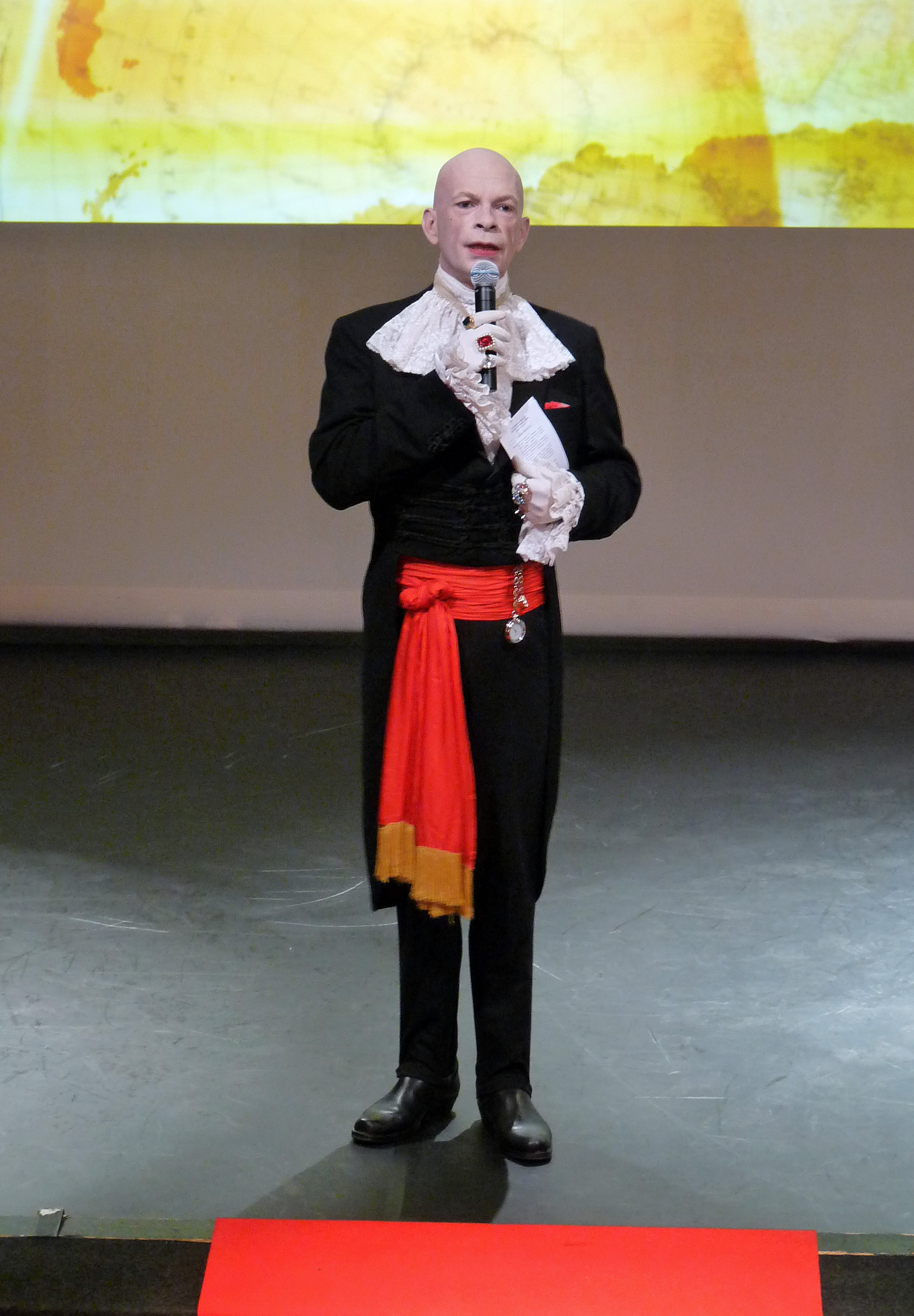
Calixte de Nigremont au Festival international de géographie 2011.
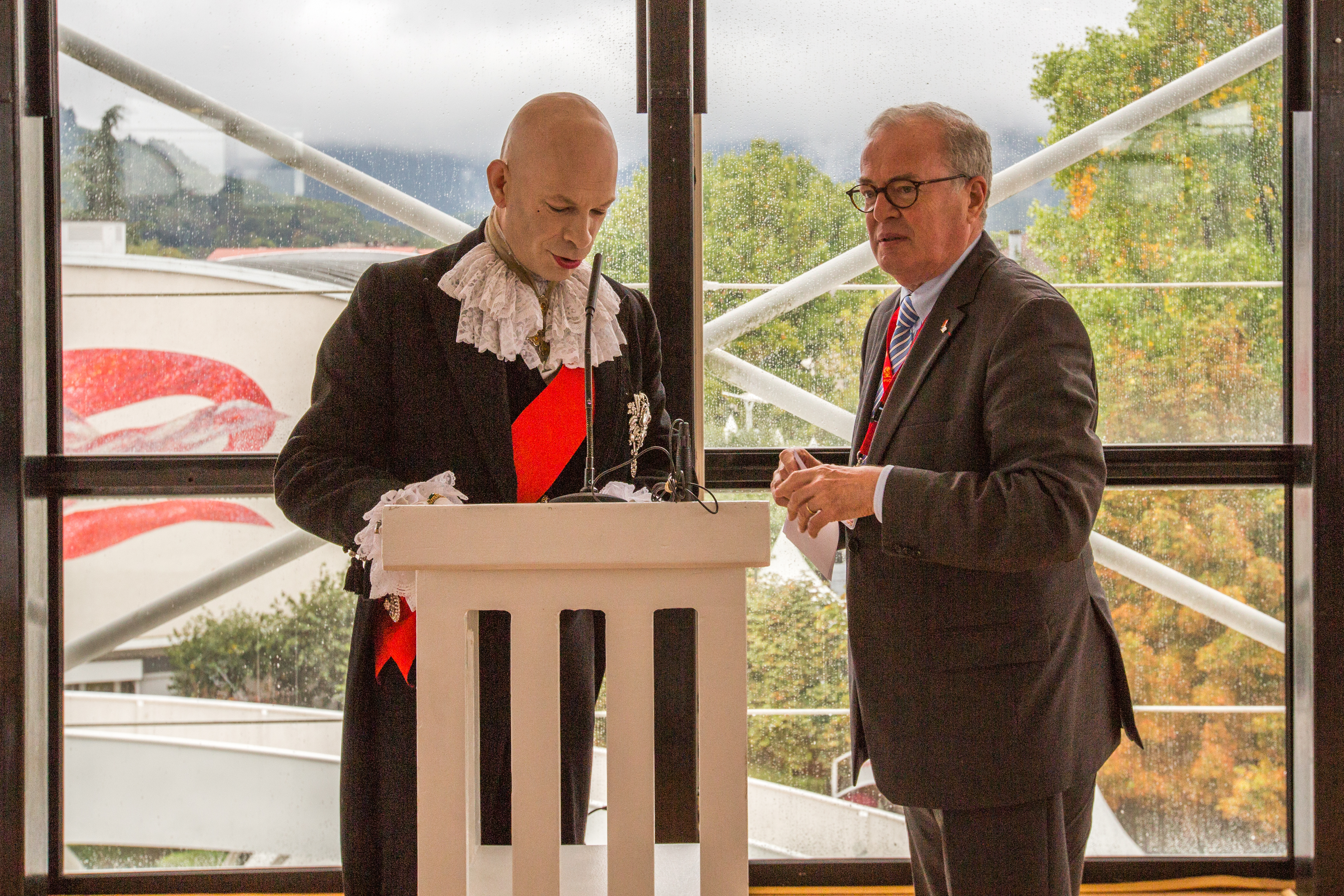
Calixte de Nigremont et Christian Pierret.
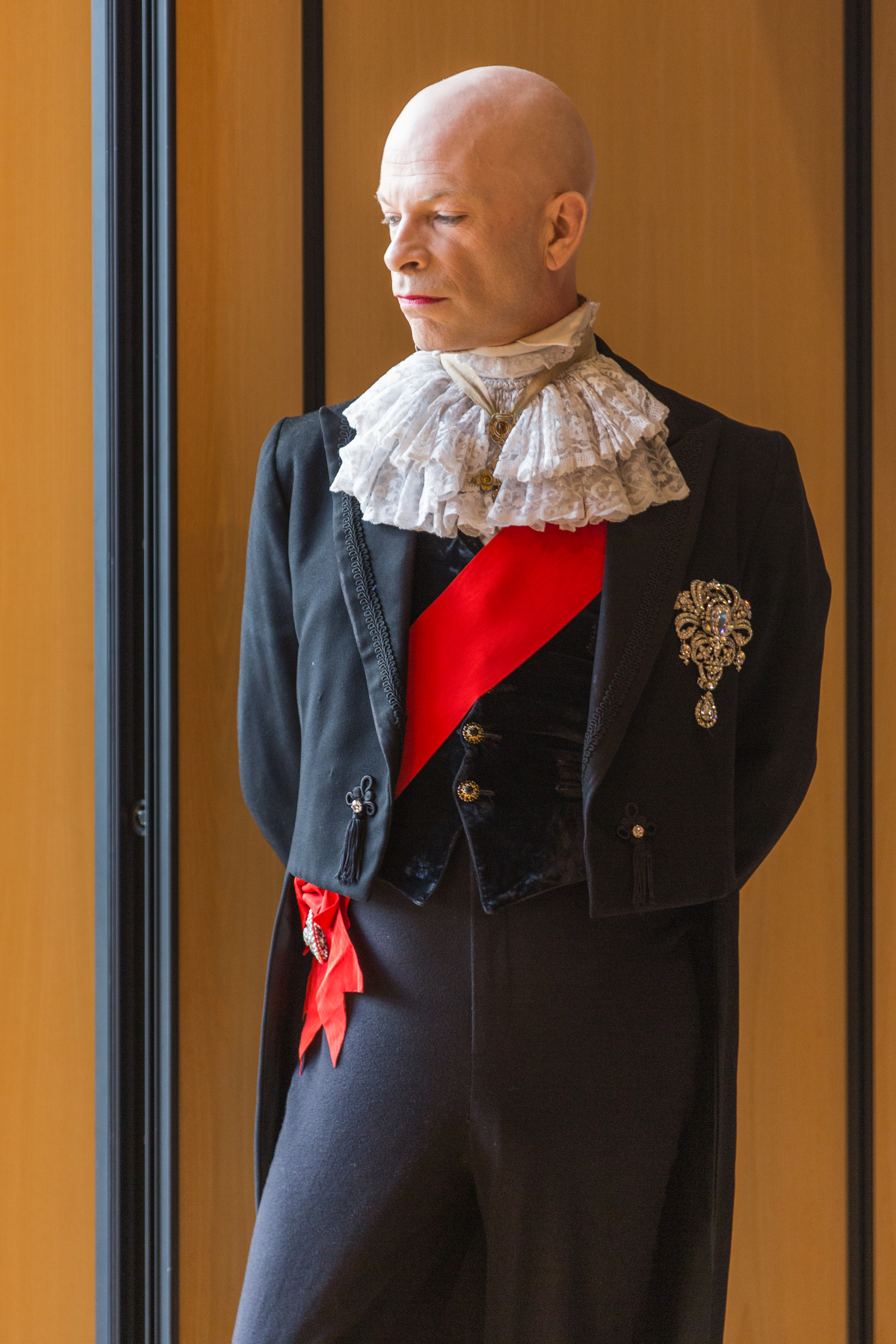
Calixte de Nigremont en 2013.